# Verwaltungsausschuss
Als Verwaltungsausschuss (VA) wird nach dem Niedersächsischen Kommunalverfassungsgesetz (NKomVG) der Hauptausschuss in niedersächsischen Gemeinden, in großen selbständigen und in kreisfreien Städten bezeichnet.

## Beschreibung
Anders als die Bezeichnung vermuten lässt, handelt es sich beim Verwaltungsausschuss nicht um einen bloßen Ausschuss des Rates, sondern um ein zwingend vorgeschriebenes, eigenständiges Organ mit eigenen Aufgaben und Kompetenzen gegenüber dem Rat und dem Bürgermeister. Der Verwaltungsausschuss wird aus der Mitte des Rates gebildet. Ihm gehören neben dem Hauptverwaltungsbeamten, der kraft Amtes den Vorsitz führt, Abgeordnete mit Stimmrecht (Beigeordnete) und solche ohne Stimmrecht, also mit beratender Stimme an. Letzteres wird teilweise auch als Grundmandat bezeichnet.
Zu den Aufgaben des Verwaltungsausschusses gehört es insbesondere, die Ratsbeschlüsse vorzubereiten. Er entscheidet außerdem über Widersprüche in Angelegenheiten des eigenen Wirkungskreises der Gemeinde und ist für die Prüfung der Zulässigkeit von Einwohneranträgen und Bürgerbegehren zuständig. Weiterhin kann er sich dem Bürgermeister gegenüber im Einzelfall die Entscheidung über Geschäfte der laufenden Verwaltung vorbehalten und entscheidet in solchen Angelegenheiten auch dann, wenn der Bürgermeister sie ihm zur Entscheidung vorlegt. Ferner nimmt er die ihm vom Rat zur Entscheidung delegierten Aufgaben wahr, wozu regelmäßig vor allem die Kontrolle der Verwaltung gehört. Schließlich kommt ihm die sogenannte Lückenkompetenz zu, was bedeutet, dass der Verwaltungsausschuss zuständig ist, wenn keine Zuständigkeit eines anderen Gemeindeorgans besteht.